# Hippie

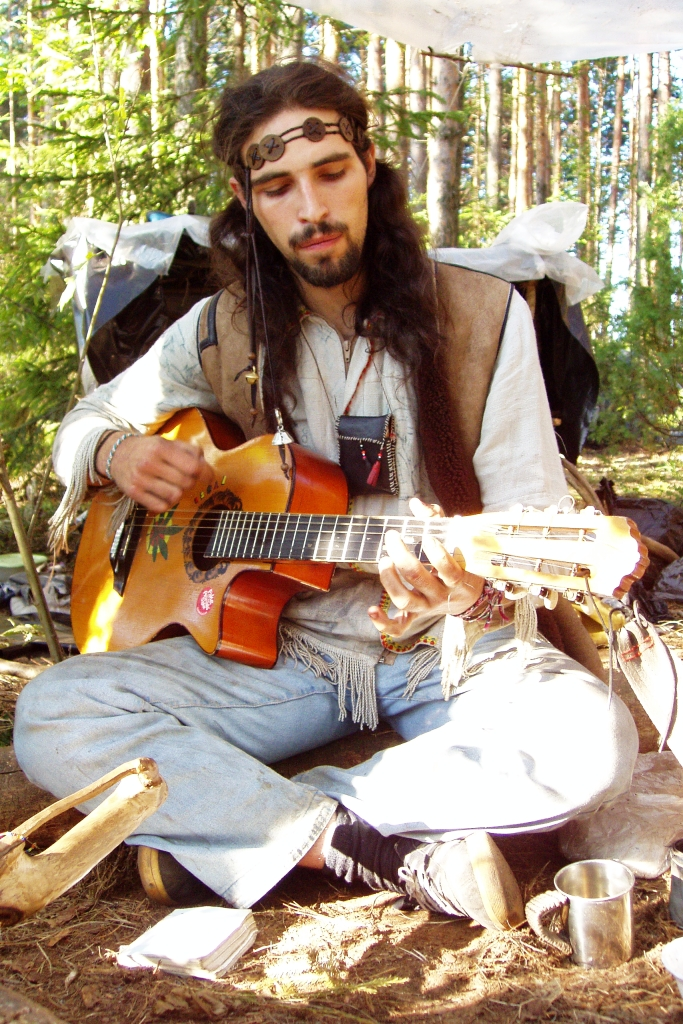
Músico trajado com vestuário hippie

O movimento hippie foi um comportamento coletivo de contracultura dos anos 1960. O movimento, em sua essência, propõe uma crítica ao tradicionalismo e assim desenvolve um novo estilo de vida que repensa a relação das pessoas entre si e com o mundo. Embora tendo uma relativa queda de popularidade nos anos 1970 nos Estados Unidos, a célebre máxima "paz e amor" (em inglês, "peace and love"), que precedeu a expressão "ban the bomb" ("proíbam a bomba"), a qual criticava o uso de armas nucleares. As questões ambientais, a prática de nudismo e a emancipação sexual eram ideias respeitadas recorrentemente por estas comunidades.
Optaram por  um modo de vida comunitário, tendendo a uma espécie de Nova Esquerda, a um estilo de vida nômade e à vida em comunhão com a natureza. Negavam o nacionalismo e a Guerra do Vietnã, bem como a maioria das guerras. Abraçavam aspectos de religiões orientais como o budismo e o hinduísmo e do Xamanismo indígena norte-americano. Estavam em desacordo com valores tradicionais da classe média americana e das economias capitalistas. Enxergavam o patriarcalismo, o militarismo, o poder governamental, as corporações industriais, a massificação, o capitalismo, o autoritarismo e os valores sociais tradicionais como parte de uma instituição única sem legitimidade.

## Origens
O termo derivou da palavra em inglês hipster, que designava as pessoas nos Estados Unidos que se envolviam com a cultura negra, como Harry The Hipster Gibson. A eclosão do movimento foi antecedida pela chamada Geração Beat, os beatniks, uma leva de escritores e artistas que assumiram os comportamentos que viriam a ser copiados posteriormente pelos hippies. Com a palavra "beat", John Lennon, transformado em um dos principais porta-vozes pop do movimento hippie, criou o nome da sua banda - The Beatles. Tanto o termo beatnik como o termo hippie assumiram sentido pejorativo para a grande massa norte-americana.

## Estilo e comportamento
O símbolo da paz foi desenvolvido na Inglaterra como logotipo para uma campanha pelo contestação iniciaram-se nos Estados Unidos, impulsionados por músicos e artistas em geral. Os hippies defendem o amor livre e a não violência. O lema "Paz e Amor" sintetiza bem a postura política dos hippies, que constituíram um movimento por direitos civis, igualdade e antimilitarismo nos moldes da luta de Gandhi e Martin Luther King, embora não tão organizadamente, mantendo uma postura mais anárquica do que anarquista propriamente, neste sentido.
Como grupo, os hippies tendem a viver em comunidades coletivistas ou de forma nômade, vivendo e produzindo independentemente dos mercados formais. Usam cabelos e barbas mais compridos do que era considerado "elegante" na época do seu surgimento. Muita gente não associada à contracultura da década de 1960 considerava os cabelos compridos uma ofensa, em parte por causa da atitude iconoclasta dos hippies, às vezes por acharem "anti-higiênicos" ou os considerarem "coisa de mulher". Foi quando a peça musical Hair saiu do circuito chamado off-Broadway para um grande teatro da Broadway em 1968 que a contracultura hippie se massificou.
Os Hippies não pararam de fazer protestos contra a Guerra do Vietnã. A massa dos hippies eram soldados que voltaram depois de ter contato com os Indianos e a cultura oriental e que, a partir desse contato, se inspiraram na filosofia oriental para protestarem contra o estilo de vida ocidental. Seu principal símbolo era a figura circular com três intervalos iguais.[carece de fontes?]

## Outras características associadas aoshippies

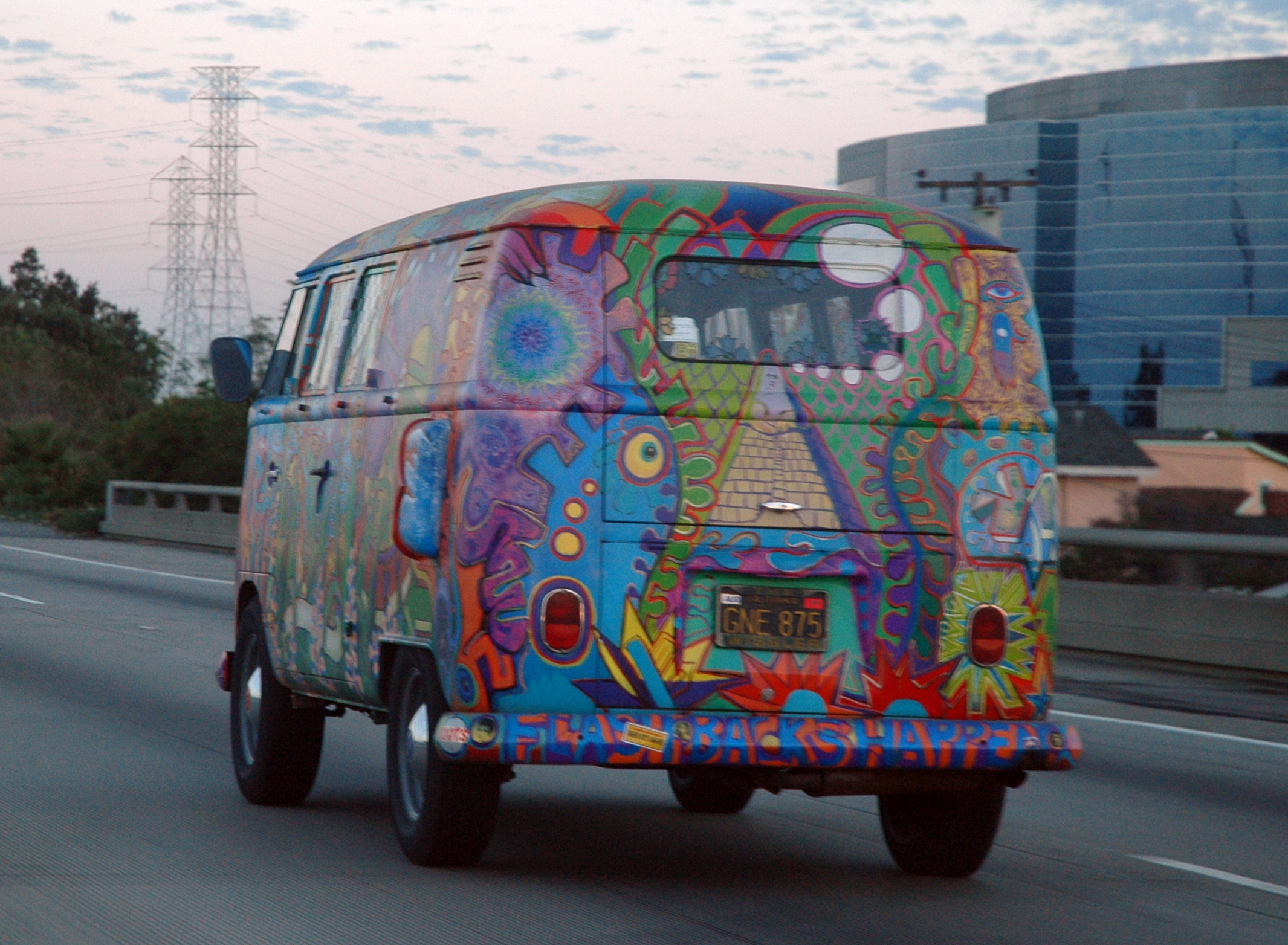
A kombi se tornou um dos símbolos principais da contracultura da década de 1960 e do movimento hippie, desde 1960 até hoje

- Roupas velhas e naturalmente rasgadas, para ir em oposição ao consumismo, ou então roupas com cores berrantes para fazer apologia à psicodelia, além de diversos outros estilos incomuns (tais como calças boca-de-sino, andar descalços, ou calçando sandálias ou botas, camisas floridas e com cores vivas,[necessário esclarecer] roupas de inspiração indiana).
- Predileção por certos estilos de música, como rock psicodélico, Mountain, The Beatles, Grateful Dead, Jefferson Airplane, Janis Joplin, Jimi Hendrix, Led Zeppelin, Quicksilver Messenger Service, The Doors, Pink Floyd, The Kinks, Bob Dylan, Raul Seixas, Neil Young, Mutantes, Zé Ramalho, Secos & Molhados, Made in Brazil e os tropicalistas (Caetano Veloso, Gilberto Gil etc.), Novos Baianos, A Barca do Sol , soft rock como Sonny & Cher e Fleetwood Mac, hard rock como The Who etc. Também apreciavam o Goa Trance, isto, quando hippies viajantes, buscadores espirituais e um sem-número de pessoas ligadas a manifestações de contracultura, munidos de conhecimento técnico de produção de música electrónica e de um puro desejo de curtir e experimentar, desenvolveram, de forma intuitiva, um novo estilo sonoro. Um dos principais fundadores deste movimento foi Goa Gil.[necessário esclarecer]
- Às vezes, tocar músicas nas casas de amigos ou em festas ao ar livre, como na famosa "Human Be-In" de San Francisco, ou no Festival de Woodstock em 1969. Atualmente, há o chamado Burning Man Festival.
- Amor livre e sem distinções.
- Ideais de total liberdade não violenta.
- Rejeição à produtos industrializados, consumo de produtos artesanais, principalmente na alimentação a opção por produtos naturais e orgânicos.
- Vida em comunidades onde todos os ditames do capitalismo são deixados de lado. Por exemplo, todos os moradores exercem uma função dentro da comunidade, as decisões são tomadas em conjunto, normalmente é praticada a agricultura de subsistência e o comércio entre os moradores é realizado através da troca. Existem comunidades hippies espalhadas no mundo inteiro; vivem para a subsistência.
- O incenso e meditação são parte integrante da cultura hippie pelo seu caráter simbólico e quase religiosos.[necessário esclarecer]
- Uso de drogas como maconha, salvia divinorum, haxixe, DMT, LSD, Psilocibina (alcalóide extraído de um cogumelo), Mescalina (Peiote), Ayahuasca, Amanita Muscaria, Datura Stramonium, Brugmansia suaveolens, Atropa belladonna e Ibogaína visando a "liberação da mente", seguindo as ideias dos beats e de Timothy Leary, um psicólogo proponente dos benefícios terapêuticos e espirituais do LSD. Porém muitos consideravam o cigarro feito de tabaco como prejudicial à saúde. O uso da maconha era exaltado também por sua natureza iconoclasta e ilícita, mais do que por seus efeitos psicofarmacêuticos;
- Culto ao prazer livre, seja ele físico, sexual ou intelectual.
- Repúdio à ganância e à falsidade.
- Quanto à participação política, mostravam algum interesse, mas nunca de maneira tradicional. Eram adeptos do pacifismo e, contrários à guerra do Vietnã, participaram de algumas manifestações antiguerra dos anos 1960, não todas, como se acredita.[necessário esclarecer] Nos Estados Unidos, pregaram o "poder para o povo". Muitos não se envolvem em qualquer tipo de manifestação política por privilegiarem muito mais o bem estar da alma e do indivíduo, mas assumem uma postura tendente à esquerda, geralmente elevando ideais anarquistas ou socialistas. São contra qualquer tipo de autoritarismo e preocupados com as questões sociais como a discriminação racial, sexual etc.
- Raramente são adeptos de muitas inovações tecnológicas, preferindo uma vida distante de prazeres materiais.

O cantor e compositor Raul Seixas é considerado um grande ícone hippie brasileiro

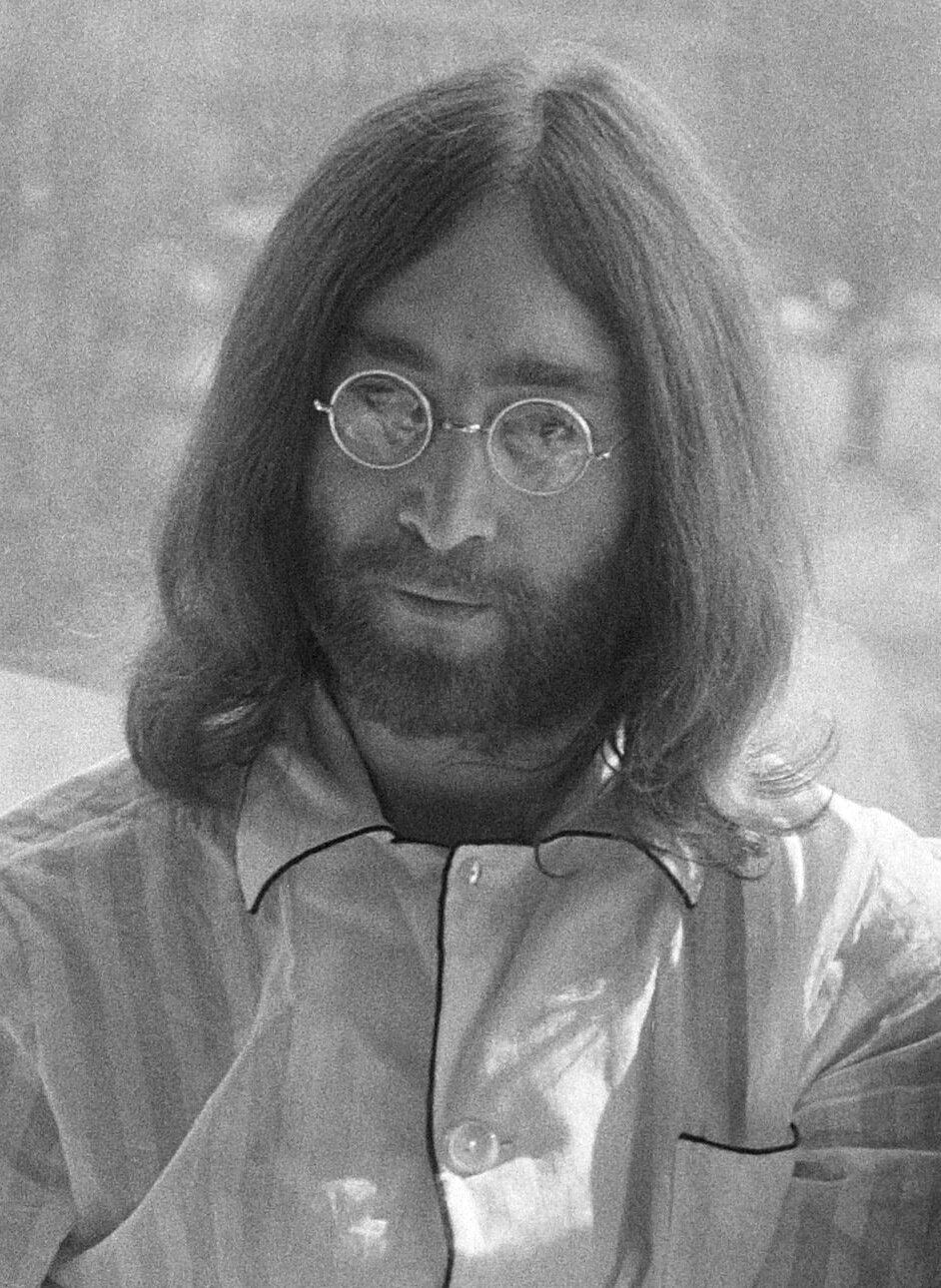
John Lennon, o vocalista da banda The Beatles, é considerado um dos maiores ícones hippies da história

A paz é um dos maiores ideais dos hippies e o símbolo de paz e amor (acima) foi popularizado por eles

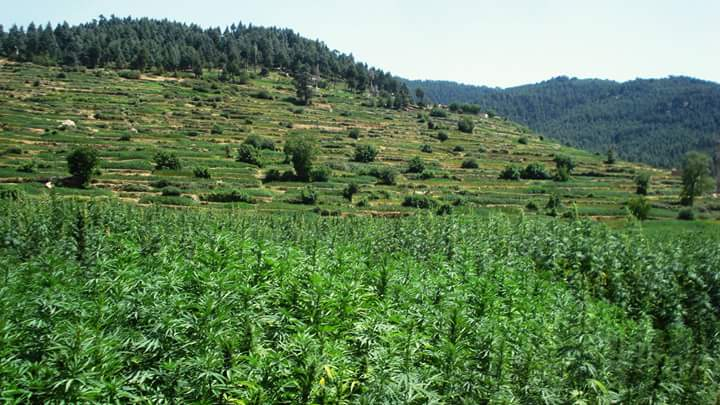
O uso da maconha é comum entre os hippies

- Misticismo e Esoterismo.

[carece de fontes?]

## Legado

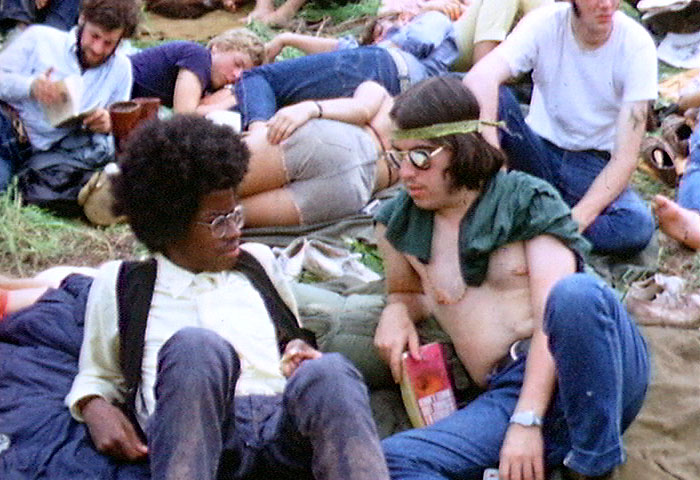
Hippies relaxando no festival de Woodstock, um marco do movimento hippie

Por volta de 1970, muito do estilo hippie se tornou parte da cultura principal, disseminando a sua essência por todas as áreas das sociedades atuais. A liberdade sexual, a não discriminação das minorias, o ambientalismo e o misticismo atual são, em larga medida, produto da contestação hippie.
No entanto, a grande imprensa perdeu seu interesse na subcultura hippie, apesar de muitos hippies terem continuado a manter uma profunda ligação com a mesma. Como os hippies tenderam a evitar publicidade após a era do Verão do Amor e de Woodstock, surgiu um mito popular de que o movimento hippie não mais existia. No entanto, ele continuou a existir em comunidades mundo afora, como andarilhos que acompanhavam suas bandas preferidas, ou às vezes nos interstícios da economia global. Ainda hoje, muitos se encontram em festivais e encontros para celebrar a vida e o amor, como no Peace Fest e nas reuniões da família Rainbow.
No Brasil, existem algumas comunidades hippies espalhadas por praias e comunidades alternativas. Neste contexto, destacam-se a cidade mineira de São Tomé das Letras, o vilarejo Trindade em Parati e Sana (região serrana de Macaé) no Rio de Janeiro, Pirenópolis em Goiás, Trancoso e Arembepe na Bahia etc. No cenário musical, destacam-se o cantor Raul Seixas e a banda Mutantes, que fizeram grande sucesso nos anos 1960 e 1970 e que têm milhares de fãs ainda hoje. Na cena musical contemporânea, destaca-se o cantor Ventania, marcante referência de São Tomé das Letras, Minas Gerais. Ventania tem, em seu repertório, inúmeras obras que falam desde do livre pensar ao desapego material, cultuando a natureza e os ideais hippies. Há, ainda, inúmeros festivais Brasil afora, como o Festival Psicodália, que se realiza anualmente no sul do Brasil, normalmente em Santa Catarina, e que reúne mais de 5 000 pessoas por edição. Em Santa Catarina também destaca-se o vale da utopia na proximidade da Guarda do Embaú espaço natural ao acampamento e vivenciamento da experiência Hippie.